# God's Not Dead 2
God's Not Dead 2 (br/prt: Deus Não Está Morto 2) é um filme de drama da indústria cinematográfica cristã de 2016, dirigido por Harold Cronk e estrelado por Melissa Joan Hart, Jesse Metcalfe, David A. R. White, Hayley Orrantia e Sadie Robertson. É a sequência do filme homônimo, que foi lançado no dia 1 de abril de 2014.
Apresenta a história de uma professora de segundo grau enfrentando um processo judicial que pode encerrar sua carreira, após ter respondido à pergunta aparentemente inócua de um aluno sobre Jesus. 

## Elenco
- Melissa Joan Hart (Professora Grace Wesley)
- Jesse Metcalfe (Tom Endler)
- David A.R. White (Reverendo Dave)
- Hayley Orrantia (Brooke Thawley)
- Ray Wise (Pete Kane)
- Robin Givens (Diretor Kinney)
- Ernie Hudson (Juíza Stennis)
- Maria Canals-Barrera (Catherine Thawley)
- Fred Dalton Thompson (Pastor)

## Recepção
Os críticos não gostaram do filme, considerando-o um exemplo radicalmente irreal de supostos casos legais anticristãos a ponto de alegar o complexo de perseguição cristão. A compreensão do filme de como a igreja e o estado estão equilibrados na educação foi criticada como "totalmente divorciada de qualquer compreensão racional do tópico". O filme é uma aparente versão de casos históricos de processos contra professores de ciências sobre o ensino da evolução, retratados em filmes como O Vento Será sua Herança. Os críticos também entenderam que os ateus foram retratados em estereótipos simples e como vilões irrealistas e litigantes.